# 488 a. C.
El año 488 a. C. fue un año del calendario romano prejuliano. En el Imperio romano se conocía como el Año del consulado de Rutilo y Furio (o menos frecuentemente, año 266 Ab urbe condita). 

## Acontecimientos
- Leónidas, rey de Esparta, tras el suicidio de su hermanastro Cleómenes I
- Cayo Marcio Coriolano, condenado en rebeldía, y Ato Tulio conducen un ejército de volscos y ecuos contra Roma.

## Fallecimientos
- Milcíades, general ateniense.
- Cleómenes I, rey de Esparta.